# Ahajci
Ahajci (starogrško starogrško Ἀχαιοί, Ahaioí) so bili eno od štirih največjih antičnih grških plemen. Druga tri so bila Eolci, Jonci in Dorci. 
Po Heziodu je bil mitični praoče Ahajcev Ahej, sin Ksuta in brat Jona, praočeta Joncev.  Ksut je bil sin Helena, mitičnega  patriarha grškega (helenskega) ljudstva.
Ahajci so bili naseljeni v zgodovinski pokrajini Ahaji na severnem Peloponezu. Pomembno vlogo so igrali v grški kolonizaciji južne Italije, kjer so leta 710 pr. n. št. ustanovili mesto Kroton. Mesto je kasneje postalo slavno zaradi ustanovitve  pitagorejske šole. Za razliko od drugih velikih grških plemen Ahajci v klasičnem obdobju niso govorili v svojem narečju, ampak v različici dorskega narečja.

## Etimologija
Po mnenju profesorice Margalit Finkelberg je ime Ἀχαιοί/Ἀχαιϝοί morda izpeljano iz izraza  *ϝχαϝyοί, ta pa iz hipotetičnega starejšega grškega izraza, ki se odraža v hetitskem izrazu Aḫḫiyawā. Slednji je dokumentiran v hetitskih arhivih, na primer v Hatavalavovem pismu. Robert S. P. Beekes v njene zaključke dvomi in trdi, da je ime nastalo iz predgrškega izraza *Akaywa-.

## Izvor
Izvor Ahajcev je kljub temu, da domnevno izvirajo iz hamitske severne Afrike, nekoliko problematičen. Homer, ki je pisal verjetno v 9. stoletju pr. n. št., izraz Ahajci v celi Iliadi uporablja kot generični izraz za Grke. Za Iliado velja, da opisuje dogodke v mikenskem obdobju Grčije, se pravi pred letom 1150 pr. n. št. Za trditev, da so Grki v tistem času sami sebe imenovali Ahajci, ni nobenega trdnega dokaza. 
Izraz Ahhiyawa, ki so ga odkrili v hetitskih zapisih iz 13. stoletja pr. n. št., bi se lahko nanašal na Ahajce, se pravi mikenske Grke, vendar tudi za to domnevo ni nobenega dokaza. Hetitolog Emil Forrer je šel celo tako daleč, da je trdil, da je ob velikih državah na vzhodu obstajalo veliko cesarstvo Ahhiyawa. Kasnejše raziskave so dokazale, da so njegove trditve napačne.
V klasičnem grškem obdobju so se Grki imenovali Heleni. V tem imenu odseva Heziodova zgodba, da je bil Henen praoče grških ljudstev. V Iliadi je naziv Heleni omejen samo na prebivalce tesalske pokrajine Helade. Poreklo Grkov je torej povezano z najmanj dvema različnima izročiloma, zato je neposredno povezavo med zgodovinskimi Ahajci in mikenskimi Grki težko ugotoviti samo na osnovi njihovega imena.  Zgodovinski Lakedemonci (Špartanci), na primer, kljub enakemu imenu nimajo nobene zveze z Lakedemonci, ki jih v Iliadi omenja Homer. Uporaba istega imena torej ne pomeni avtomatsko tudi istega  ljudstva. 
Herodot in Pavzanij pripovedujeta legendo, da so Ahajci (iz klasičnega obdobja) prvotno prebivali v Argolidi in Lakoniji na Peloponezu. Strabon omenja tudi to, da ti Ahajci niso bili tisti, ki jih je omenjal Homer. Ahajce so iz pradomovine domnevno izgnali Dorci med legendarno dorsko invazijo na Peloponez. Ahajci so se pred njimi umaknili v pokrajino Egilaos (Egeja) in prisilili Egilejce, zdaj znane kot Jonce, da so zapustili svojo deželo. Jonci so našli začasno zatočišče v Atenah,  Egileja pa je postala znana kot Ahaja.
Pavzanij pravi, da so bili Ahajci tisti Grki, ki so prvotno naseljevali Argolido in Lakonijo in so bili potomci Arhandra in Arhitela, sinov mitskega Aheja. Po Pavzaniju je Ahej prvotno prebival v Atiki, kjer  se je naselil njegov oče po izgonu iz Tesalije. Ahej se je kasneje vrnil v Tesalijo, da bi dobil nazaj svojo zemljo, sinova Arhander in Arhitel pa sta odpotovala na Peloponez. Domneva se, da se del Tesalije zato imenuje Ftiotska Ahaja (starogrško  Ἀχαΐα Φθιῶτις).